# Самарате
Самара́те (итал. Samarate) — город и коммуна в Италии, располагается в провинции Варезе области Ломбардия.
Население коммуны составляет, на 01.01.2023 года, 16026 человек, плотность населения составляет 1000,76 чел./км². Занимает площадь 16,01 км². Почтовый индекс — 21017. Телефонный код — 0331.
Святым покровителем коммуны почитается святой Рох, день памяти ─ 16 августа.

## Климат
Согласно климатической классификации итальянских муниципалитетов, Самарате входит в зону Е, количество градусо-дней составляет 2854.

## Администрация коммуны
Главой коммуны является мэр Энрико Пуричелли (итал. Enrico Puricelli), с 29 мая 2019 года. 
Муниципалитет входит в движение «Соглашение мэров». 

### Административное деление коммуны
В состав коммуны входят следующие фракции: 
- Кашина Коста (итал. Cascina Costa)
- Кашина Элиза (итал. Cascina Elisa)
- Вергера (итал. Verghera)
- Кашина Танджит I (итал. Cascina Tangit I)
- Кашина Танджит II (итал. Cascina Tangit II)
- Лоттидзацьоне-Барлокко (итал. Lottizzazione-Barlocco)